# Megasema dolosa
Megasema dolosa là một loài bướm đêm trong họ Noctuidae.